# Tsst
«Tsst» es el séptimo episodio de la décima temporada de la serie animada estadounidense South Park. Se emitió originalmente en Comedy Central en Estados Unidos el 3 de mayo de 2006. En este episodio, Liane Cartman tiene problemas para controlar a su hijo Eric y recurre a varios programas de telerrealidad para ayudarla con su comportamiento consentido.

## Trama
Eric Cartman y su madre, Liane, son citados ante el consejero escolar, el Sr. Mackey, luego de que Cartman obligara a un estudiante a realizar una situación similar a la de Saw por burlarse de su peso, esposando su pierna a un asta de bandera y diciéndole que había envenenado la leche de su almuerzo y que la única forma de obtener el antídoto era serrándose la pierna con una sierra para metales. Liane admite que ya no puede controlar a su hijo y, siguiendo las sugerencias de Mackey, recurre a Nanny 911. Sin embargo, sus intentos por cambiar el comportamiento de su hijo son infructuosos; Cartman acosa psicológicamente a Stella Reid por su decisión de no tener hijos cuando ella le quita su Xbox, y Jo Frost termina en un hospital psiquiátrico, sollozando y comiendo sus propios excrementos mientras grita «¡Es del infierno!».
Desesperada, Liane recurre a César Millán, el encantador de perros. En lugar de tratar a Cartman como a un niño humano, Millán le proporciona técnicas de adiestramiento canino que resultan muy efectivas para Liane, dejando a Cartman intensamente frustrado. Incluso cuando él se escapa, ninguno de sus amigos o compañeros de clase quiere acogerlo, lo que lo obliga a regresar a casa después de pasar una noche lluviosa en un callejón. El comportamiento de Cartman mejora después de un tiempo, aunque siente que no puede controlar sus acciones. Mientras Liane disfruta de su estilo de vida más flexible, Cartman planea matar a su madre. Cuando sus amigos se niegan a ayudarlo, Eric va personalmente a matarla mientras duerme, pero su conciencia interior lo convence de que no tiene derecho a matarla y se desmaya debido al agotamiento emocional.
Con el comportamiento de Cartman bajo control, César regresa para una última visita. Liane le agradece y lo invita a salir, pero él rechaza la invitación porque la ve como una clienta, y no como una amiga. Consternada por el rechazo, Liane le pide a su hijo (que antes era su amigo) que la acompañe. Tras la negativa de él, ella convence a Cartman de pasar tiempo con ella, diciéndole que puede tener lo que desee; esto hace que Cartman vuelva a su comportamiento consentido, y el episodio termina con una escena donde se le ve con una sonrisa inquietante, mientras suena de fondo una música siniestra.

## Recepción
Eric Goldmam, de IGN le dio al episodio una puntuación de 8.0 sobre 10, escribiendo: «Si bien no está entre los episodios fantásticos que iniciaron la temporada, esta fue una entrega muy divertida de la serie y un buen enfoque en Cartman y lo que podría requerirse para que finalmente obedezca». Cuando se le preguntó si se sintió ofendido por su caricatura en el episodio, César Millán declaró que pensaba que tanto él como todo el episodio eran «fantásticos».